# Karèze
Une karèze ou un karez est un système d'irrigation traditionnel utilisé en Orient et au Proche-Orient dans les régions semi-désertiques: une galerie souterraine achemine de l'eau depuis le sommet des montagnes jusque dans la vallée afin d'irriguer les champs et d'alimenter les populations en eau. Ce système existe en Iran (Qanat), en Afghanistan et en Sibérie intérieure.